# Canal de Nantes à Brest
Le canal de Nantes à Brest est un canal à petit gabarit qui traverse la Bretagne, reliant les villes de Nantes et de Brest. Il emprunte les vallées de l'Erdre, de l’Isac, de l’Oust, du Blavet (à partir de Gouarec, puis à Pontivy), du Doré, du Kergoat, de l’Hyères et de l’Aulne ; ces rivières sont reliées par trois canaux de jonction franchissant des lignes de partage des eaux. Sa construction remonte à la première moitié du XIXe siècle et sa longueur totale est de 364 km. Le canal n'est plus navigable dans sa continuité depuis 1930 et la mise en eau du barrage de Guerlédan, à la limite des départements du Morbihan et des Côtes d'Armor. Aujourd'hui le canal n'a plus d'activité de fret mais de tourisme sur de larges parties encore ouvertes à la navigation.
Une voie verte a été aménagée tout le long du canal, empruntant les anciens chemins de halage.
Sur les territoires relevant de leur compétence, le conseil régional de Bretagne et le conseil départemental de la Loire-Atlantique sont propriétaires du canal de Nantes à Brest.

## Géographie

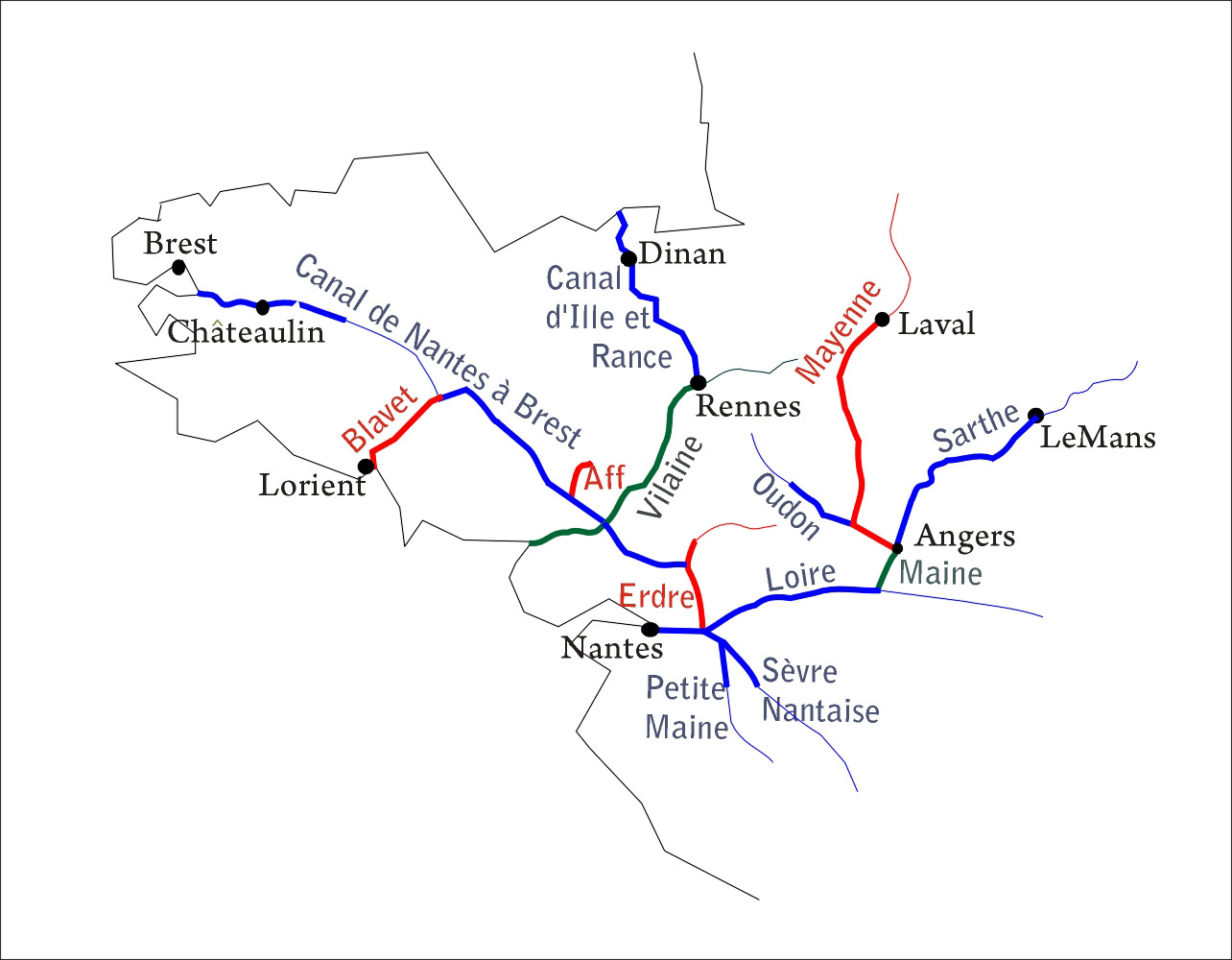
Le canal à partir de La Loire au Sud

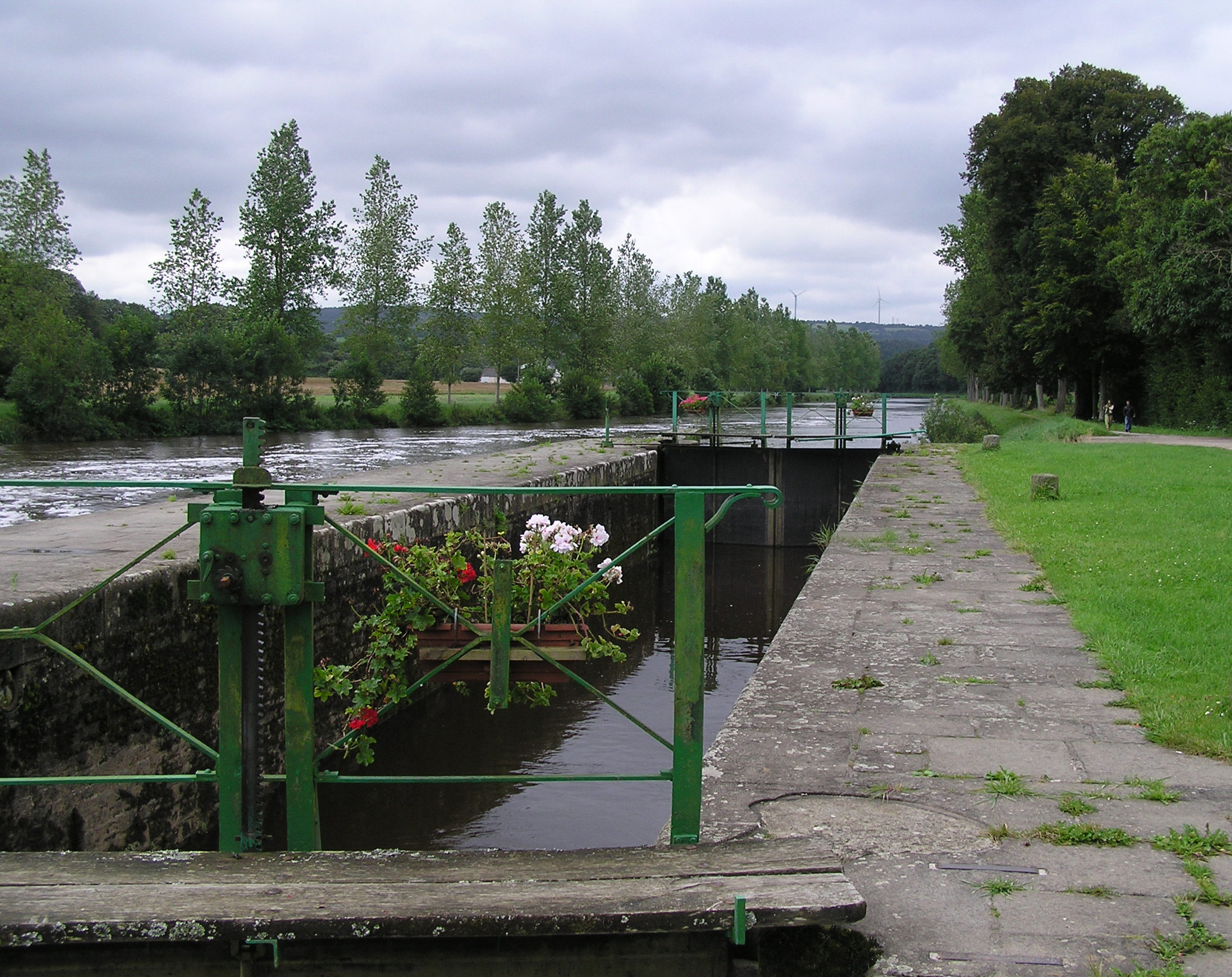
Écluse no 234, Toul ar rodo.

De l’Erdre à l’Aulne, le canal mesure 364 km, mais seulement 20 % de sa longueur (soit environ 73 km) est artificiel. Huit cours d'eau sont canalisés pour l’alimenter, ou aménagés pour les rendre navigables, devenant les ramifications d’un assez surprenant réseau navigable breton.
Le canal passe par les cinq départements de Bretagne: la Loire-Atlantique, l'Ille-et-Vilaine, le Morbihan, les Côtes-d'Armor et le Finistère.

## Histoire

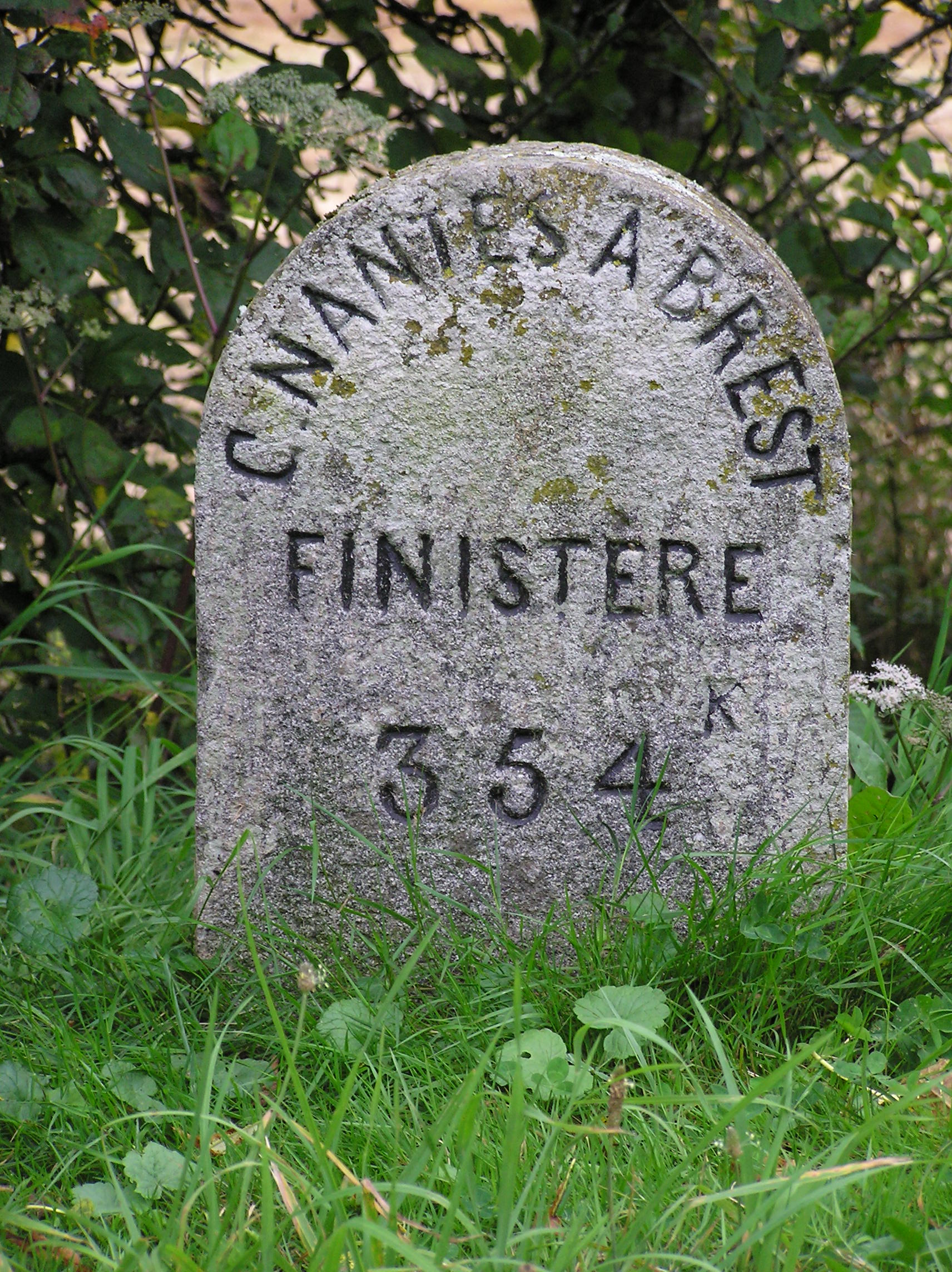
Borne 354 du canal.

L'idée d'ouvrir une voie de navigation intérieure en Bretagne remonte au XVIe siècle lors de l'union du duché de Bretagne au royaume de France. La canalisation de la Vilaine, décidée en 1538 par les États de Bretagne, rend ce fleuve navigable de Rennes à Messac, et permet dès 1585 la première liaison fluviale de la capitale bretonne à Redon et au « golfe de Gascogne » par la Vilaine maritime.
L'intérêt économique d'un canal de Nantes à Brest est de désenclaver le Centre-Bretagne (avec peu de chemins à peine carrossables, il est appelé « la Sibérie de la Bretagne »), permettant à tous les points de ce territoire d'être à moins de 15 kilomètres d'une voie d'eau (mer et ses rias, rivières ou canal). En 1627, les États de Bretagne approuvent un projet destiné à relier Brest à Carhaix par un canal, mais ce projet avorte par manque de financement.
En 1730, l'ingénieur Abeille propose de canaliser la Vilaine, l'Ille et la Rance, afin de relier la Manche et l'océan Atlantique par un réseau fluvial. Ce sont les différents blocus maritimes, imposés depuis 1688 sous le règne de Louis XIV, qui conduisent les États de Bretagne à faire étudier la mise en place d’un réseau de canaux, en Bretagne, et aussi dans le Maine. En 1745, le comte François Joseph de Kersauson initie un vague projet de Nantes à Brest qui est abandonné, faute de financement. En janvier 1783, une commission de navigation intérieure est nommée pour étudier tous les projets. Partant de cette idée, cette commission présente au roi Louis XVI, le 31 octobre 1784, une carte générale des projets qu'elle lui commente. Cette commission spéciale s'entoure des compétences de membres de l'Académie royale des sciences, dont l'abbé Rochon ou Nicolas de Condorcet qui analysent notamment les mémoires des différents projets de navigation. Il faut cependant attendre le début du XIXe siècle et le blocus de Brest par les Britanniques, pour convaincre Napoléon Ier de l’intérêt stratégique de débloquer Brest par l’arrière-pays, d'approvisionner en vivres et munitions les arsenaux de Brest et Lorient avec Nantes et Saint-Malo.
Les dates clés :
- 1803 : l’ingénieur en chef des Ponts et Chaussées Guy Bouessel est chargé de l’étude du projet ;
- 1804 : Bouëssel se rend sur le terrain[4] ;
- 1806 : timide début du chantier, sur la section Nantes-Redon[5] ;
- 1811 : des décrets autorisent l'emploi de prisonniers de guerre et de condamnés, répartis en bataillons[5]. À la suite du décret impérial de construction des canaux de Bretagne signé le 7 juin 1811 par Napoléon, début des travaux aux deux extrémités (dans la Loire-Inférieure et dans le Finistère). Le 7 septembre 1811, pose de la première pierre de la première écluse sur l’actuel « bief de Guilly Glaz », à la frontière des communes de Port-Launay et Châteaulin ;
- 1812-1814 : construction du « bief des Bouts-de-Bois », par des Espagnols prisonniers de guerre ; ces forçats, logés dans le camp des Jarriais, près de Saffré, connaissent des conditions très dures ; ils sont libérés en 1814[6] ;
- 1813 : le 6 mars, les travaux commencent à Nantes, sur l'Erdre, depuis le pont Morand vers la Loire, nécessitant la destruction de maisons[7]. Les ouvriers et les ingénieurs créent au total près de 600 kilomètres de voies et 325 écluses dans les cinq départements traversés par le canal. Ces ouvriers, parfois des paysans (des recruteurs battant la campagne), rarement des mendiants (bien que le préfet des Côtes-du-Nord le comte de Bagneux prenne un arrêt anti-mendicité à cet effet), souvent des bagnards ou des prisonniers de guerre (camp militaire de Glomel, prisonniers espagnols dans les landes des Jarriais en Loire-Inférieure, payés 30 centimes puis un franc par jour mais une bonne part du salaire est retenu pour la nourriture, l'habillement, le logement et les soins, ce qui provoque révoltes et désertions, poussant les attributaires des  adjudications à les payer au volume déblayé)[3].
- 1822 : création de la Compagnie des Canaux de Bretagne, dont les emprunts relancent le chantier freiné par la complexité des travaux, la période révolutionnaire puis la chute du premier Empire, travaux sous la direction du comte Jean-Marie de Silguy ;
- mai 1826 : ouverture des quatre premiers kilomètres du canal dans le Finistère ;
- 1829 : 28 écluses entre Port-Launay et Pont-Triffen sont ouvertes à la navigation[8] ;
- 1836 : ouverture à la navigation de la section Nantes-Redon et Brest-Carhaix ;
- 1838 : fin de la construction de la rigole d'Hilvern, ouvrage d'acheminement de l'eau dans le bief d'Hilvern ;
- 1er janvier 1842 : la voie d'eau entre Nantes et Brest de 360 km est ouverte à la navigation sur toute sa longueur[8] ;
- 1855 : mise en eau du bassin de Redon[8] ;
- 1858 : inauguration du canal par Napoléon III et l’Impératrice Eugénie sur le site de l’écluse maritime de « Guilly Glaz ».

Les travaux les plus importants ont été ceux de la construction de la "Grande Tranchée" de Glomel, entre 1823 et 1832, assurée en grande partie par des bagnards. Les conditions de travail sont très dures de par la nature du  sous sol, la profondeur et les conditions climatiques : on y atteint le point haut du canal, 184m d'altitude, et la région est surnommée la Sibérie de Bretagne. Plus à l'est, une double écluse (deux écluses consécutives avec une porte commune) a dû être construite à Coat Natous en Mellionnec en raison de l'importance du dénivelé à cet endroit.

« L’eau coulant dans le canal, portera dans tous les esprits,
Comme le sang dans les veines, le baume de la vie, 

L’éguillon stimulant de l’industrie. Tout va changer par la navigation. »

— M. de Brie, Mémoire (1784)
L'industrie ardoisière s'est beaucoup développée au XIXe siècle le long du canal, celui-ci facilitant le transport des ardoises: des ardoisières ouvrent ou trouvent un nouveau dynamisme (certaines étaient déjà en activité les siècles précédents) à Saint-Coulitz, Saint-Ségal, Lothey, Pleyben, Gouézec (Pont-Coblant), Châteauneuf-du-Faou, Saint-Goazec (l'ardoisière du Rick en Saint-Goazec fut la plus grande carrière à ciel ouvert de Bretagne), Landeleau, Cléden-Poher, Spézet, Motreff, etc. dans le Finistère, à Mûr-de-Bretagne et dans la région de Guerlédan comme à Caurel, etc. dans les Côtes-du-Nord. Port-Launay, débouché maritime du canal sur la Rade de Brest, devint un port important pour l'exportation des ardoises à destination de Brest et des ports de la Manche.

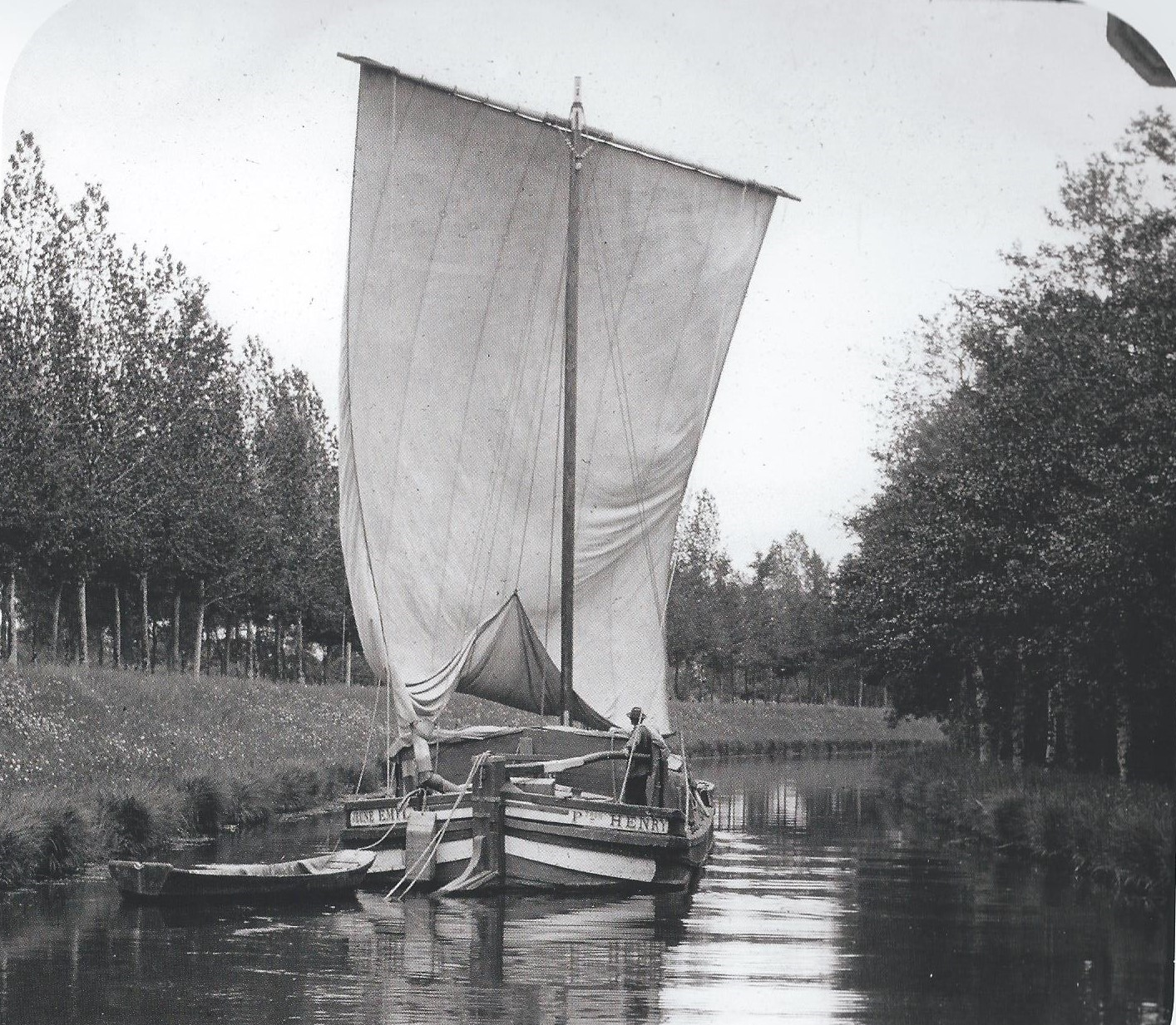
Abel Soreau : Chaland sous voile dans le Canal de Nantes à Brest (vers 1900).

Le fret est en outre composé de denrées alimentaires — céréales, vins, sucre, sel ; de  matières premières — bois, sable de Loire, ardoise, tuffeau angevin, houille pour les forges de Loudéac ; engrais agricoles — chaux de Maine-et-Loire, sable calcaire ; produits divers — charbon, cire, chanvre, lin…) 

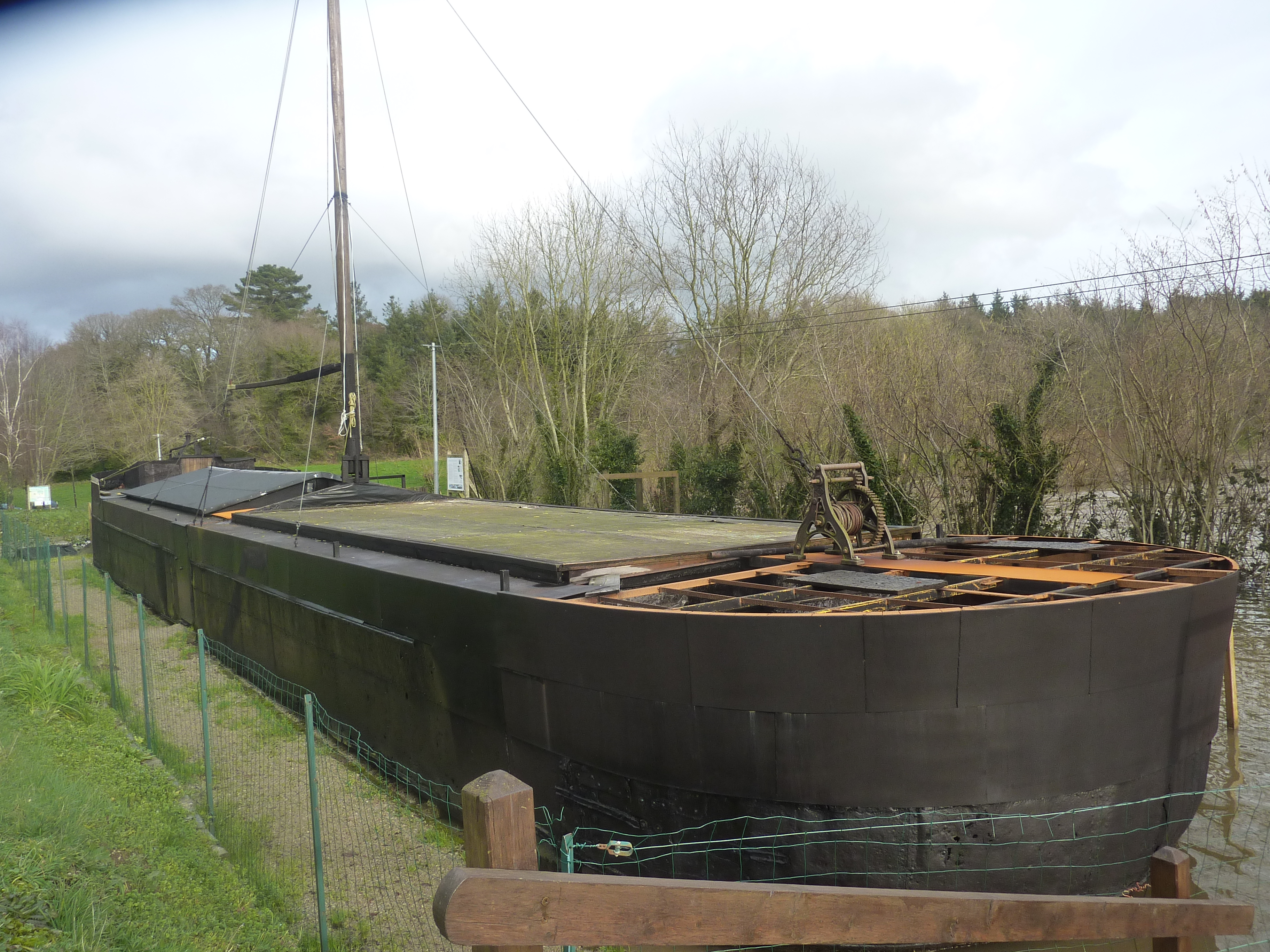
Le chaland "Victor", dernier vestige de la batellerie sur le canal de Nantes à Brest, visitable au pont de Ti-Men (à la limite des communes de Lennon, Gouézec et Pleyben)

Le canal était d'un gabarit trop faible au vu de l'évolution de la batellerie. Le développement du chemin de fer à partir des années 1850 (notamment la ligne Carhaix-Châteaulin-Camaret en 1911), la construction de routes et la construction du barrage hydroélectrique de Guerlédan (qui isole les parties finistérienne et costarmoricaine du reste du réseau et donne naissance au plus grand lac artificiel breton, le lac de Guerlédan) à partir de 1923, mettent un terme au fret par voie d’eau douce entre Nantes et la rade de Brest. Le trafic, ayant progressé de 10 000 tonnes (1859) à 174 000 tonnes (1911), a dès lors décliné. La batellerie bretonne a pourtant motorisé ses bateaux dans les années 1930. En septembre 1928, la dernière péniche débarque des marchandises à l'écluse du Moulin-Neuf contre laquelle est construit le barrage de Guerlédan, et le tunnel qui permettait de le franchir est bouché. C'est en 1942 que le dernier chaland franchit l'écluse de Châteauneuf-du-Faou. Le déclassement de la section Port-Launay - Guerlédan, soit la partie finistérienne et costarmoricaine du canal, a lieu en 1957 lorsque le décret du 27 juillet la raye de la nomenclature des voies navigables ou flottables. La partie orientale du canal reste active, notamment de Nantes à Josselin ; les années 1970 voient la fin de la navigation commerciale et l'essor de la plaisance.
Aujourd’hui, les chevaux de halage (dont la vitesse moyenne était de 2 km/h en charge) ont laissé place aux pêcheurs, promeneurs et sportifs. Gabares et chalands disparus, le canal n’ouvre plus ses écluses qu’aux amateurs de canoës ou kayaks, aux plaisanciers sur voiliers, vedettes et autres bateaux motorisés, l'outil industriel et commercial s'étant mué en axe touristique.

## Le barrage de Guerlédan et ses écluses jamais créées

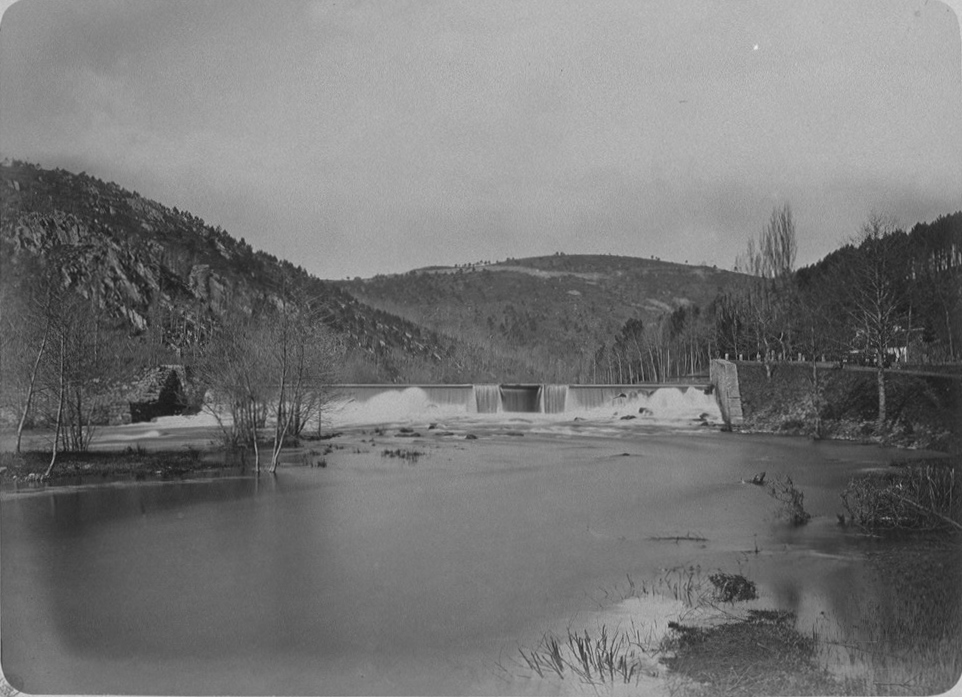
Vue du déversoir no 119 de Guerlédan - tête de la dérivation de Saint-Samson ; photo prise par J. Duclos entre 1890 et 1895.

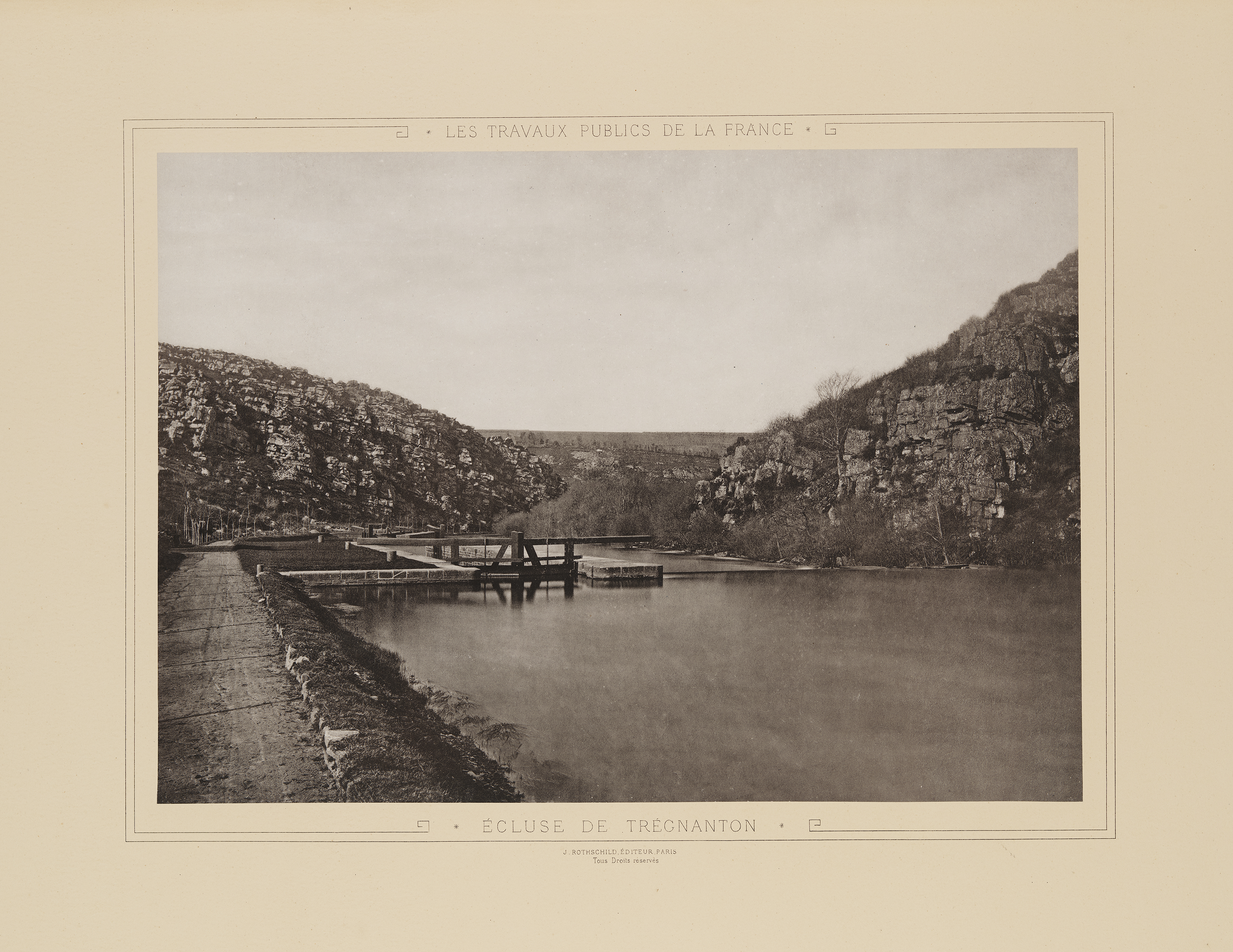
Écluse no 127 de Trégnanton en 1883 (engloutie).

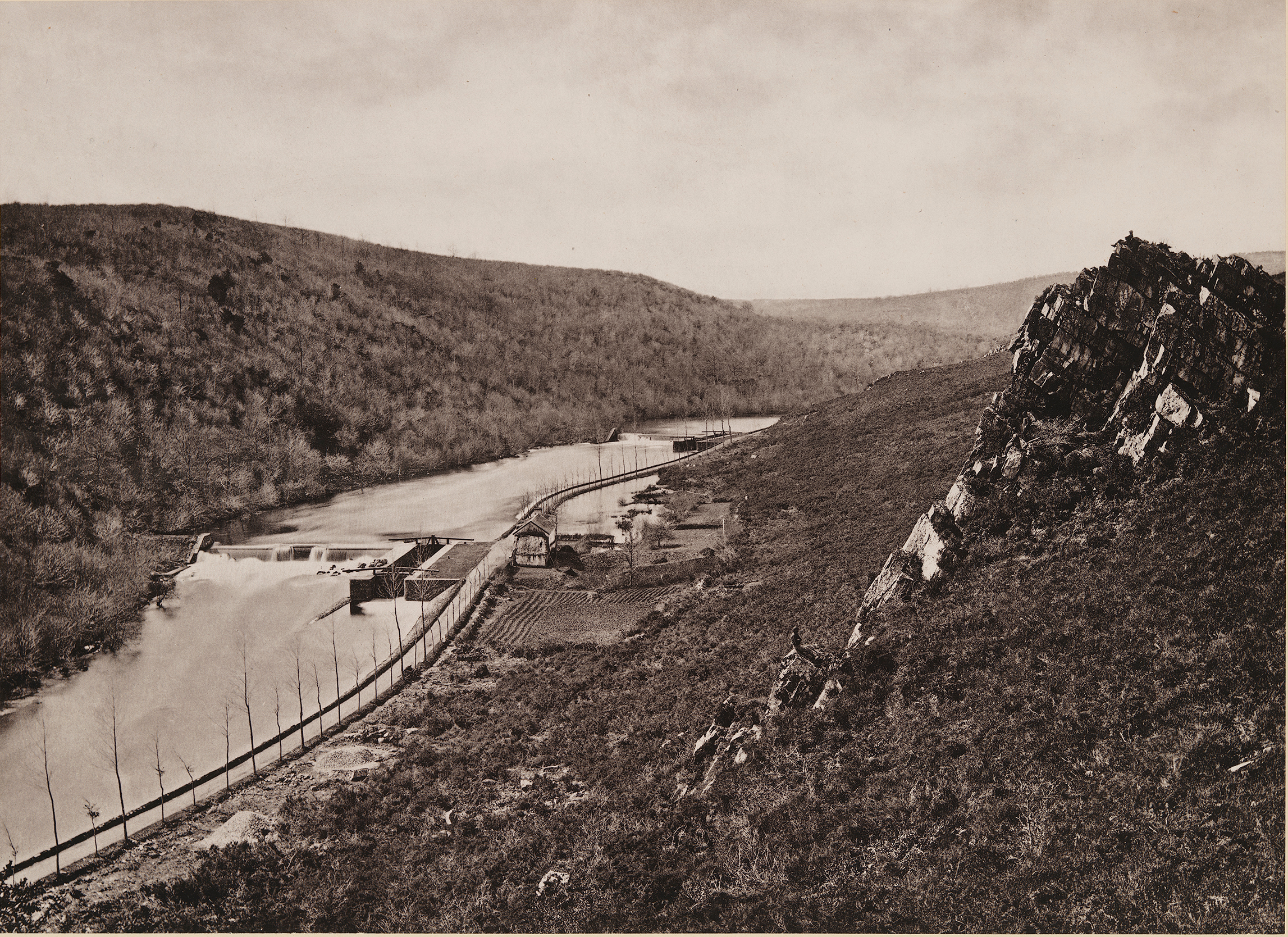
Écluses no 135 de Granges et no 136 de Longeau dans la vallée du Malvran, en 1883 (englouties).

À l'origine de l'édification du barrage de Guerlédan, une échelle de plusieurs écluses devait être construite en parallèle pour maintenir la navigation sur le canal. Ce projet n'a jamais abouti, divisant ainsi le canal en deux tronçons et limitant la navigation, à l'Ouest de Nantes à Pontivy - branche Est, dans la Loire-Atlantique et le Morbihan, et de Carhaix à la mer - branche Ouest, dans le Finistère. En conséquence, il accéléra l'abandon progressif du transport sur le canal, déjà mis à mal par l'arrivée du chemin de fer dans le centre Bretagne.
Le lac du barrage a également englouti 17 écluses qui équipait le canal de Nantes à Brest.
| Écluse | Lieu          | Altitude      | Distance de Nantes |
| ------ | ------------- | ------------- | ------------------ |
| no 120 | Moulin neuf   | 84,04 mètres  | 227,3 kilomètres   |
| no 121 | Castel-Finans | 85,64 mètres  | 228,3 kilomètres   |
| no 122 | Caurel        | 88,74 mètres  | 229,5 kilomètres   |
| no 123 | Kergoff       | 90,64 mètres  | 230,9 kilomètres   |
| no 124 | Pouldu        | 92,68 mètres  | 232,0 kilomètres   |
| no 125 | Baraval       | 95,18 mètres  | 232,8 kilomètres   |
| no 126 | Kermadec      | 96,75 mètres  | 233,5 kilomètres   |
| no 127 | Trégnanton    | 99,75 mètres  | 234,0 kilomètres   |
| no 128 | Cosquer       | 102,25 mètres | 234,2 kilomètres   |
| no 129 | Cuilleret     | 104,75 mètres | 234,4 kilomètres   |
| no 130 | Zélo          | 106,75 mètres | 234,7 kilomètres   |
| no 131 | Saint-Gelven  | 109,25 mètres | 235,0 kilomètres   |
| no 132 | Malvran       | 111,58 mètres | 235,2 kilomètres   |
| no 133 | Toul-er-Lann  | 113,62 mètres | 235,4 kilomètres   |
| no 134 | Toulhouët     | 115,94 mètres | 235,7 kilomètres   |
| no 135 | Granges       | 118,44 mètres | 236,2 kilomètres   |
| no 136 | Longeau       | 120,94 mètres | 236,7 kilomètres   |

Le groupe SGE était tenu par la concession du 30 août 1923 de rétablir la navigation au moyen d'une échelle d'écluses, recevant pour cela une subvention importante de l'État.
En mars 1924, un décret en Conseil d'État substitue l'Union Hydro-Électrique Armoricaine à la SGE. Neuf projets furent présentés, certains acceptés, d'autres refusés, mais le projet n'aboutit jamais.
En 1946, Électricité de France, deviendra concessionnaire de l'usine, lors de nationalisation de l'électricité. En 1953, EDF remboursera la subvention accordée en 1930. La concession a été renouvelée en 2008, pour une nouvelle période de 40 ans, avec un nouveau cahier des charges.
Pour autant, le projet de rétablissement de la navigation est souvent remis sur la table par la population et les usagers du Canal de Nantes à Brest. Celle-ci serait possible grâce à l'installation d'un ascenseur à bateaux (comme le plan incliné de Saint-Louis-Arzviller en Moselle remplace 17 écluses pour une hauteur de 44 m ou l'ascenseur rotatif, la Roue de Falkirk, inauguré en 2002, à Falkirk, en Écosse, pour un coût de 24 millions d'euros).

## Tourisme et loisirs

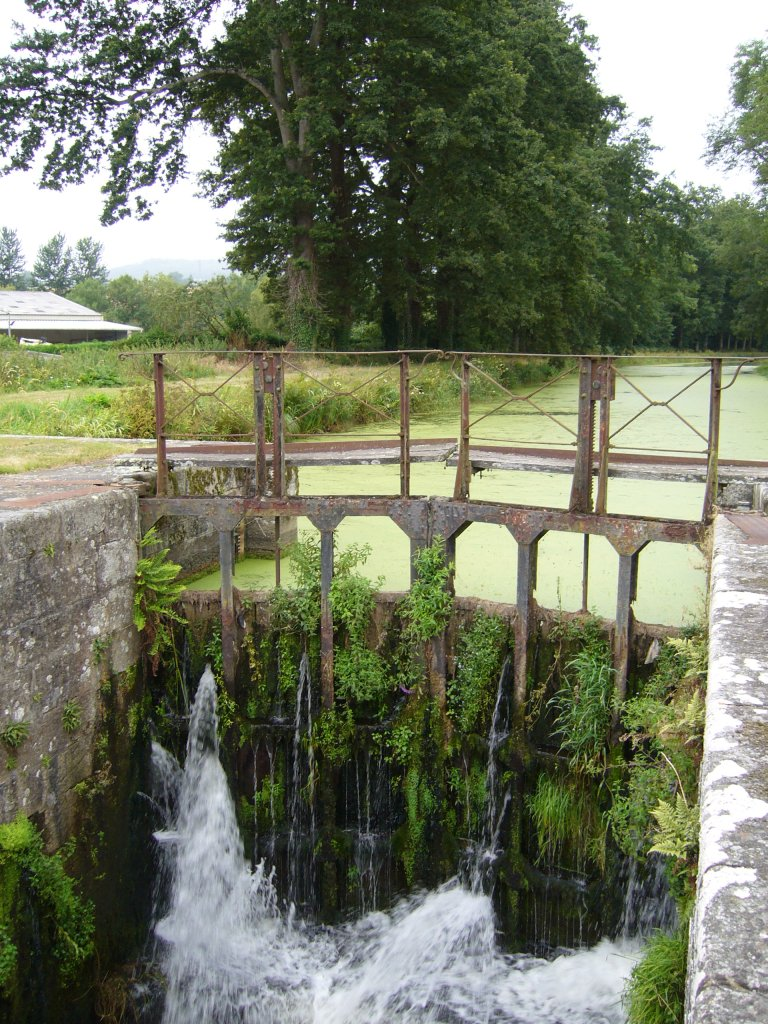
Écluse abandonnée du canal sur la portion désormais non navigable Pontivy - barrage de Guerlédan.

Les promeneurs à pied ou à vélo peuvent longer le canal entièrement grâce aux chemins de halage. Cet itinéraire a d'ailleurs été inclus dans le tracé de la véloroute Vélodyssée.

### Finistère
La partie du canal située dans le département du Finistère comporte 46 écluses sur environ 100 km traversant 22 communes riveraines avec de nombreux ports et points de séjour accessibles, aussi bien aux randonneurs et promeneurs : à pied, à vélo, à cheval, ainsi qu'aux kayaks et pénichettes, camping-caristes, campeurs, etc.., avec le canal navigable à partir de Port Launay.

### Loire-Atlantique
La portion située dans le département  de Loire-Atlantique comporte 18 écluses sur environ 74 km. L’écluse no 1 de Saint-Félix délimite le début du canal entre la Loire et l'Erdre.
La retenue d'eau du Vioreau, à Joué-sur-Erdre, fut créée en 1835 par des prisonniers Espagnols pour alimenter en eau le canal. Le Grand réservoir de Vioreau couvre plus de 220 ha et peut contenir 8 millions de m3 d'eau ; il est relié au canal par une rigole longue de plus de 21 km. Entre septembre 2022 et le printemps 2024, de grands travaux de sécurisation, de rehaussement et de renforcement du barrage, ainsi que la construction d'un déversoir, vont entraîner la fermeture à la navigation du tronçon entre l'écluse de Quiheix et celle de Melneuf, soit sur une longueur d'environ 65 km, qui enregistre habituellement environ 1 200 passages de bateaux chaque année.

## Caractéristiques techniques
Le canal de Nantes à Brest est jalonné de 238 écluses dont 17 furent englouties par le barrage de Guerlédan, la dernière écluse est la 237 mais il existe une 17 bis à Redon. Les principaux cours d’eau canalisés sont : l’Erdre, l’Isac, l’Oust, le Douric, le Blavet, le Doré, le Kergoat, l’Hyères et l’Aulne. Sa longueur totale est de 360 km.
Le canal regroupe des sections très différentes :
- Une rivière quasi naturelle, l'Erdre, seul le confluent avec la Loire est aménagé. Barrage déversant et écluse
- Des rivières canalisées par des barrages, écluses, chemins de halage, rectifications de cours
- Des sections artificielles, constituant un canal latéral à la rivière ou une dérivation de celle-ci, par exemple pour permettre au canal de passer au centre de la ville de Redon, ou éviter des zones trop inondables
- De longues sections artificielles constituant un canal de jonction entre deux vallées, franchissant une ligne de partage des eaux, grâce à un bief de partage. Ces sections posent le plus de difficultés techniques, puisqu'il faut amener l'eau au sommet du canal, et franchir d'importantes dénivellations grâce à de nombreuses écluses. On dénombre trois canaux de jonction à biefs de partage sur le canal de Nantes à Brest : 
  - entre l'Erdre, en aval de Nort-sur-Erdre, et l'Isac, affluent de la Vilaine, avec le bief de partage de Bout-de-Bois - altitude 20 mètres, alimenté principalement par le grand réservoir de Vioreau et une rigole alimentaire, sorte de petit canal,
  - entre l'Oust et le Blavet, de Saint-Samson à Pontivy, avec le bief de partage d'Hilvern - altitude 129 m), alimenté à l'origine par une dérivation de l'Oust, la rigole d'Hilvern, et le lac de Bosméléac sur cette même rivière, et aujourd'hui par une station de pompage sur le Blavet,
  - entre le Blavet et l'Aulne, via le Doré, le Kergoat et l'Hyères, avec le bief de partage dans la Grande Tranchée à Glomel - altitude 184 m alimenté par l'étang du Coronc.

Les travaux ont coûté 160 millions de francs-or de 1860 soit 150 millions d’euros en 2000.
Les écluses sont de petit gabarit : 27 × 4,7 mètres. Seules les écluses qui ne sont pas d'origine, de Guily Glaz à Châteaulin et Saint-Félix à Nantes, aux deux extrémités du canal, sont plus grandes : 40 × 10 m pour l'écluse no 237 et 50 × 7 m pour la no 1.

## Photos

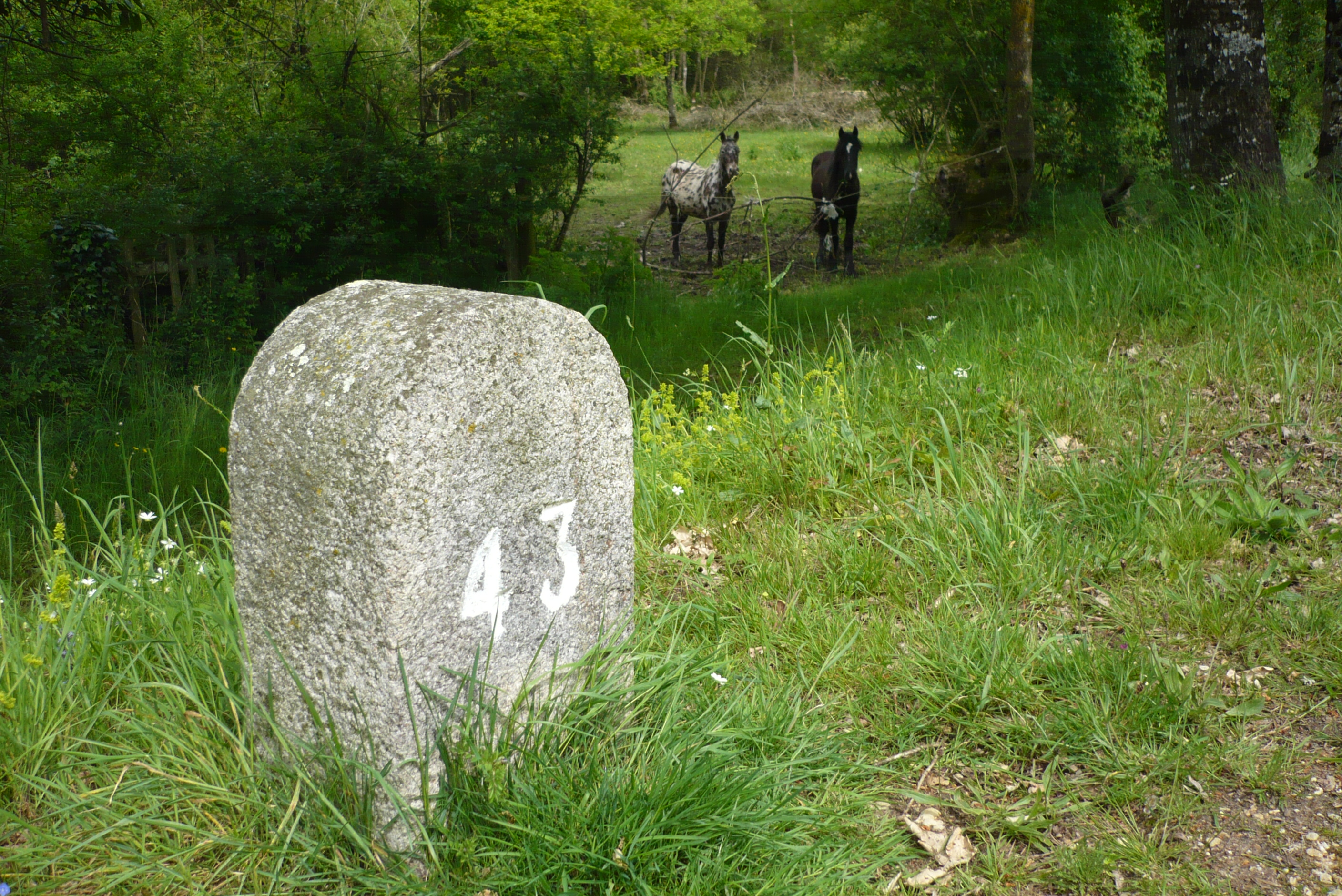
Borne no 43.
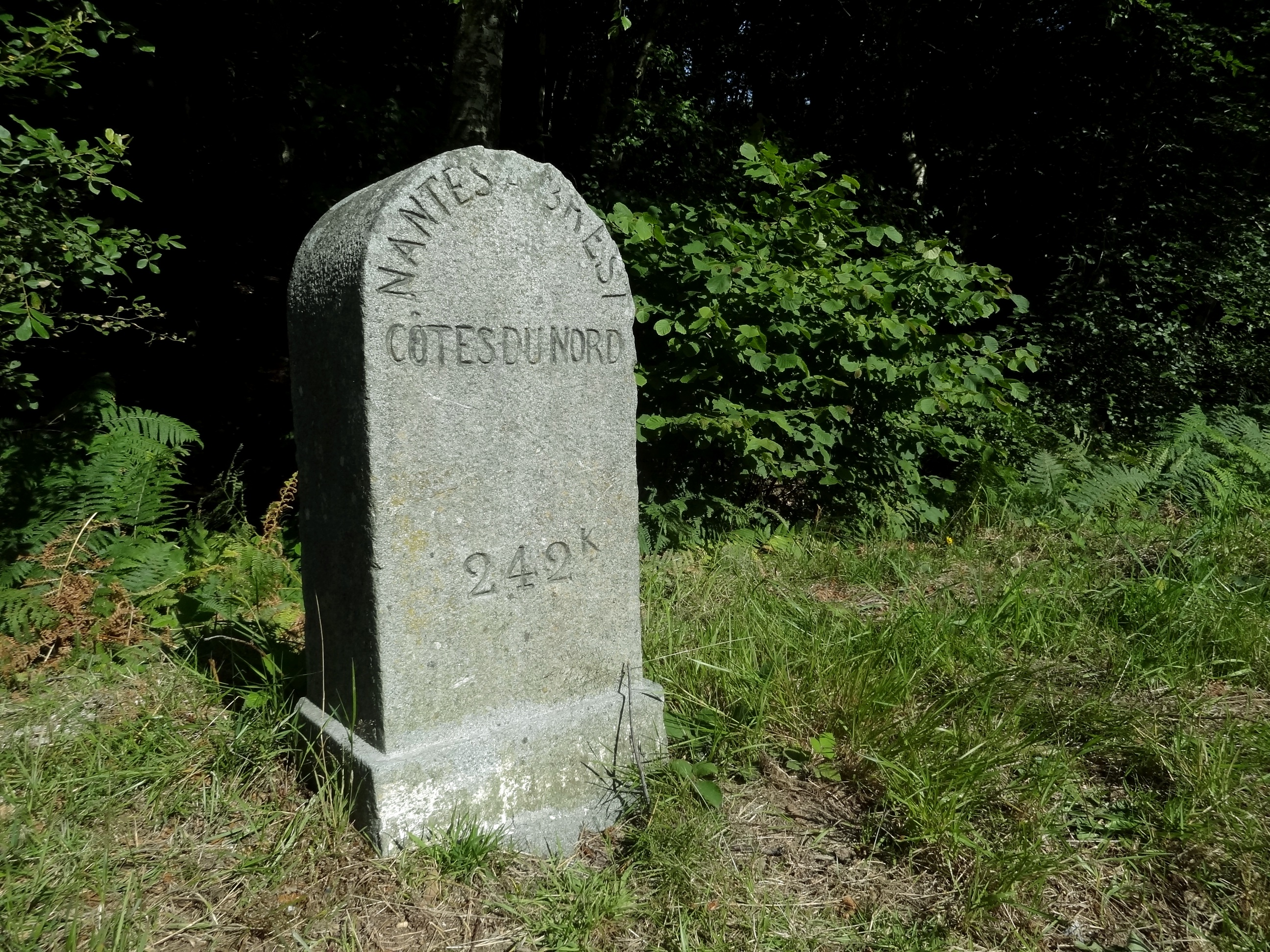
Borne no 242 « Côtes du Nord ».
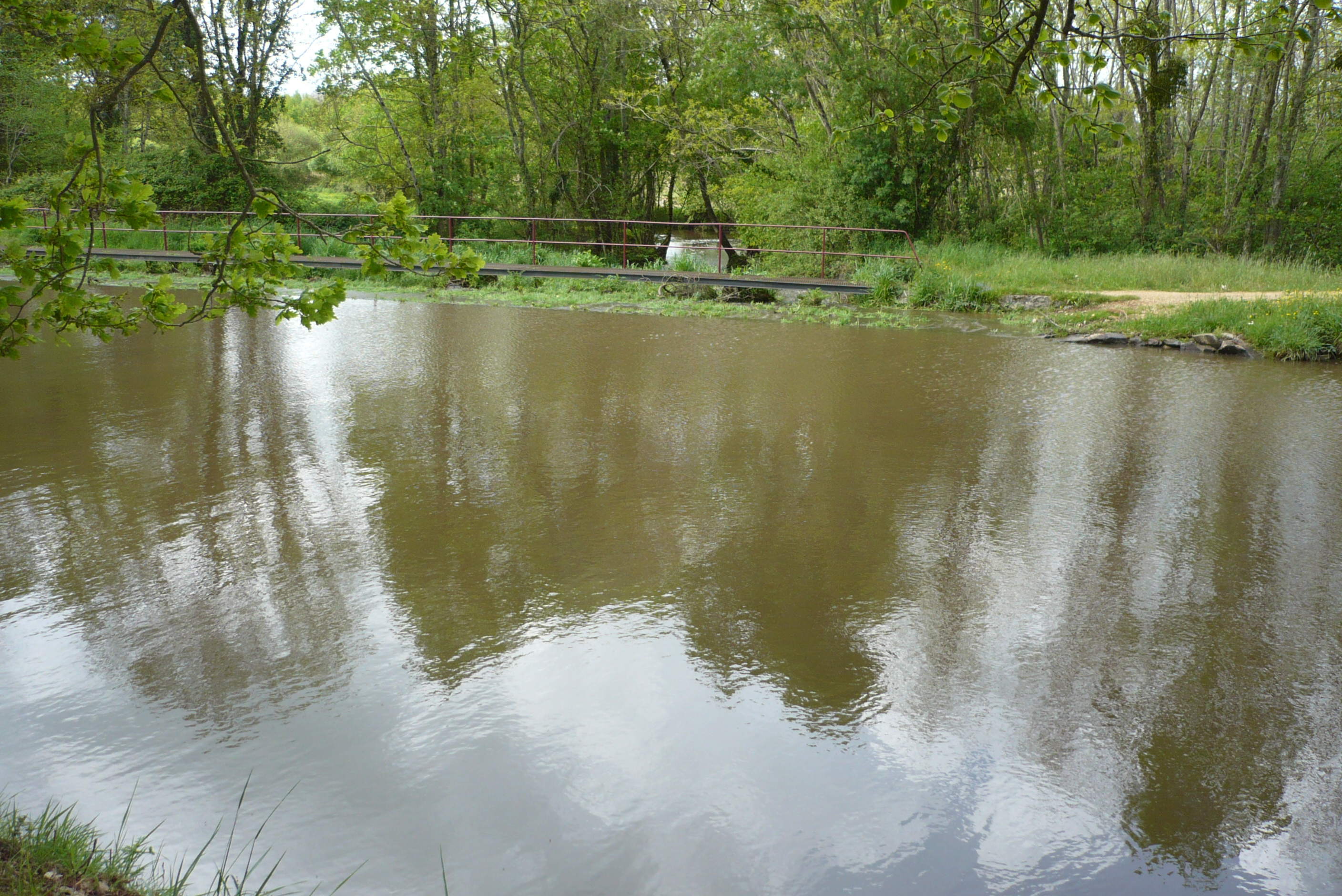
Épandoir du canal.
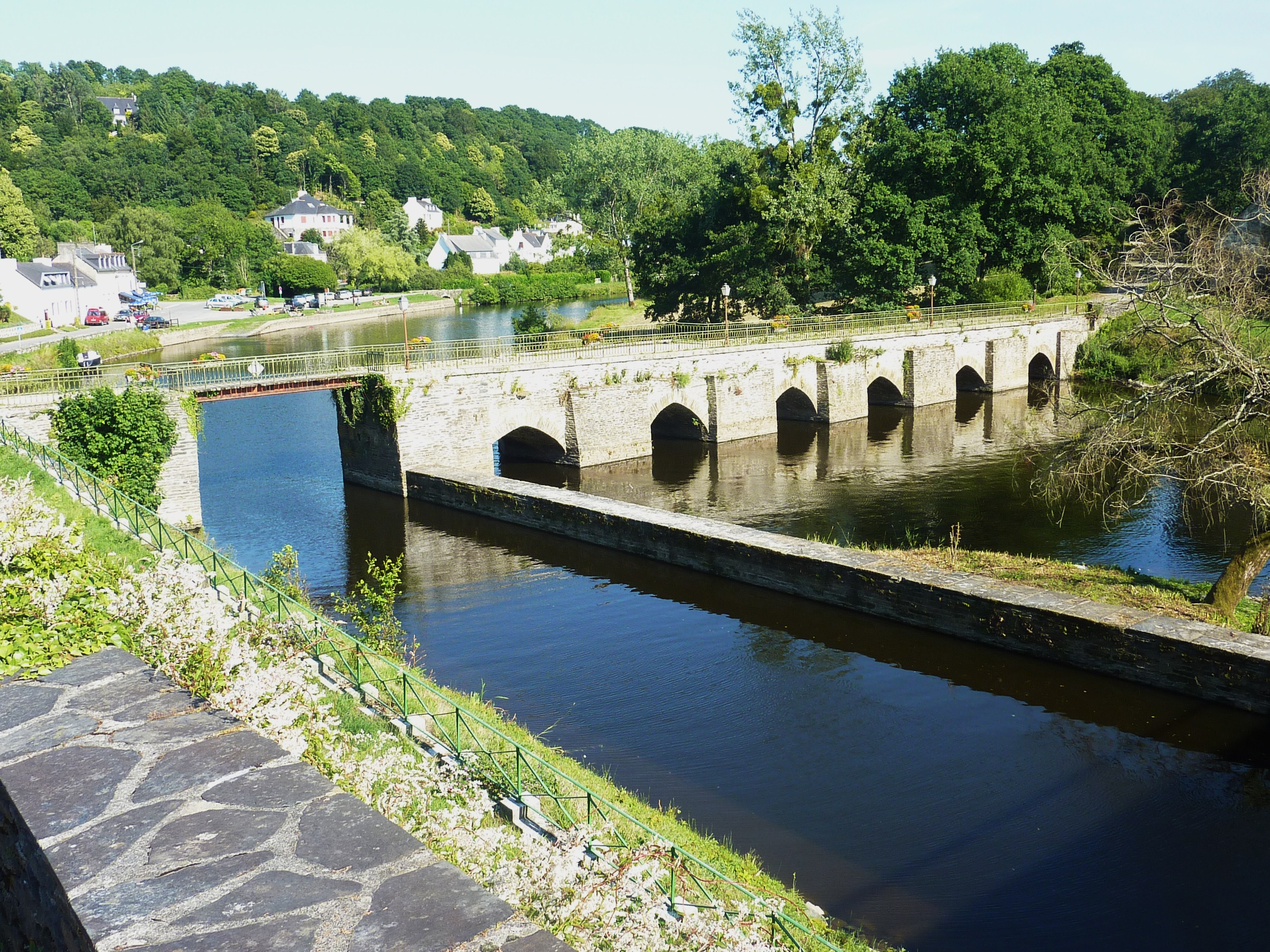
Châteauneuf-du-Faou.

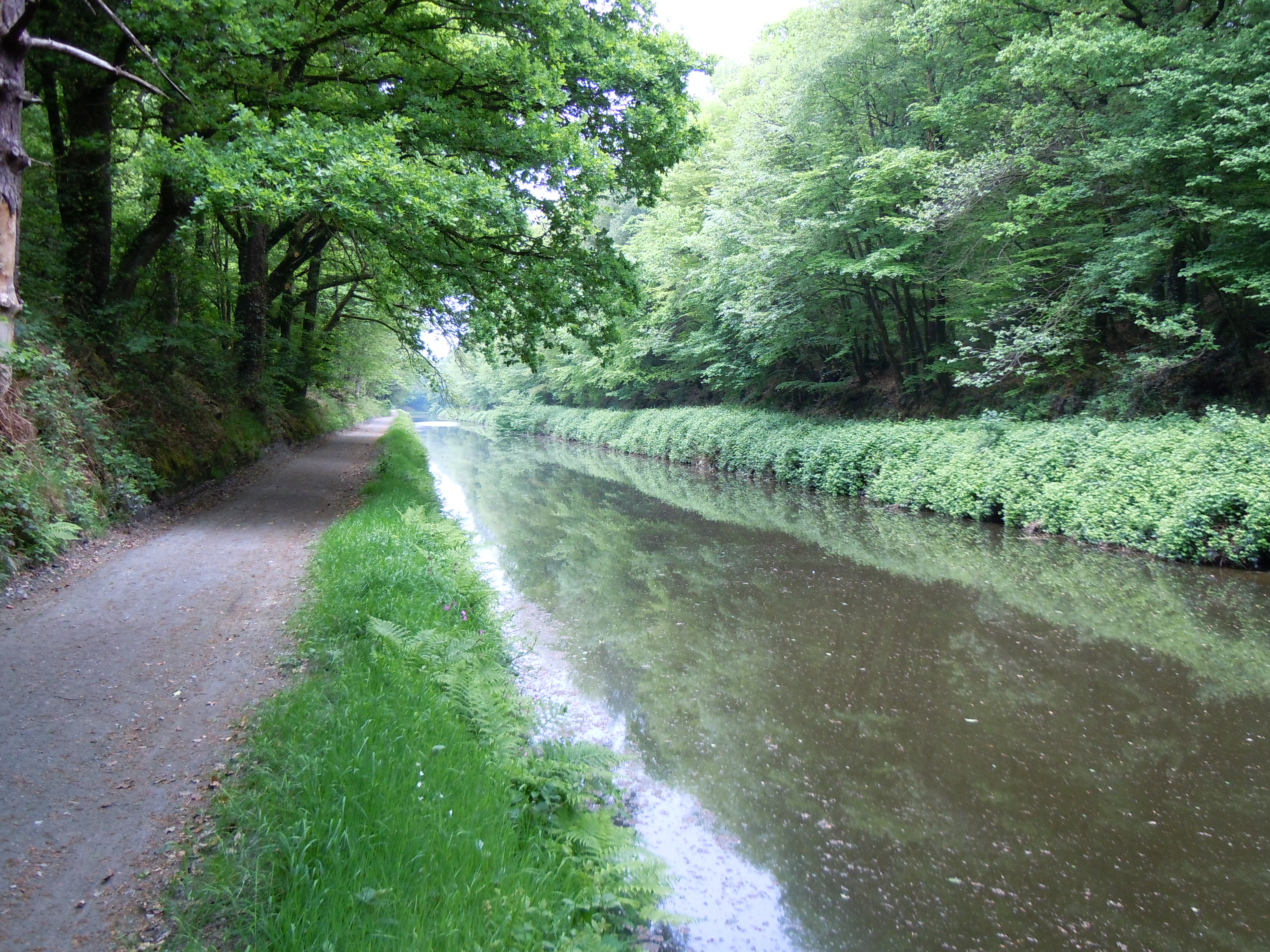
La grande tranchée, point le plus élevé du canal (184 mètres d’altitude).
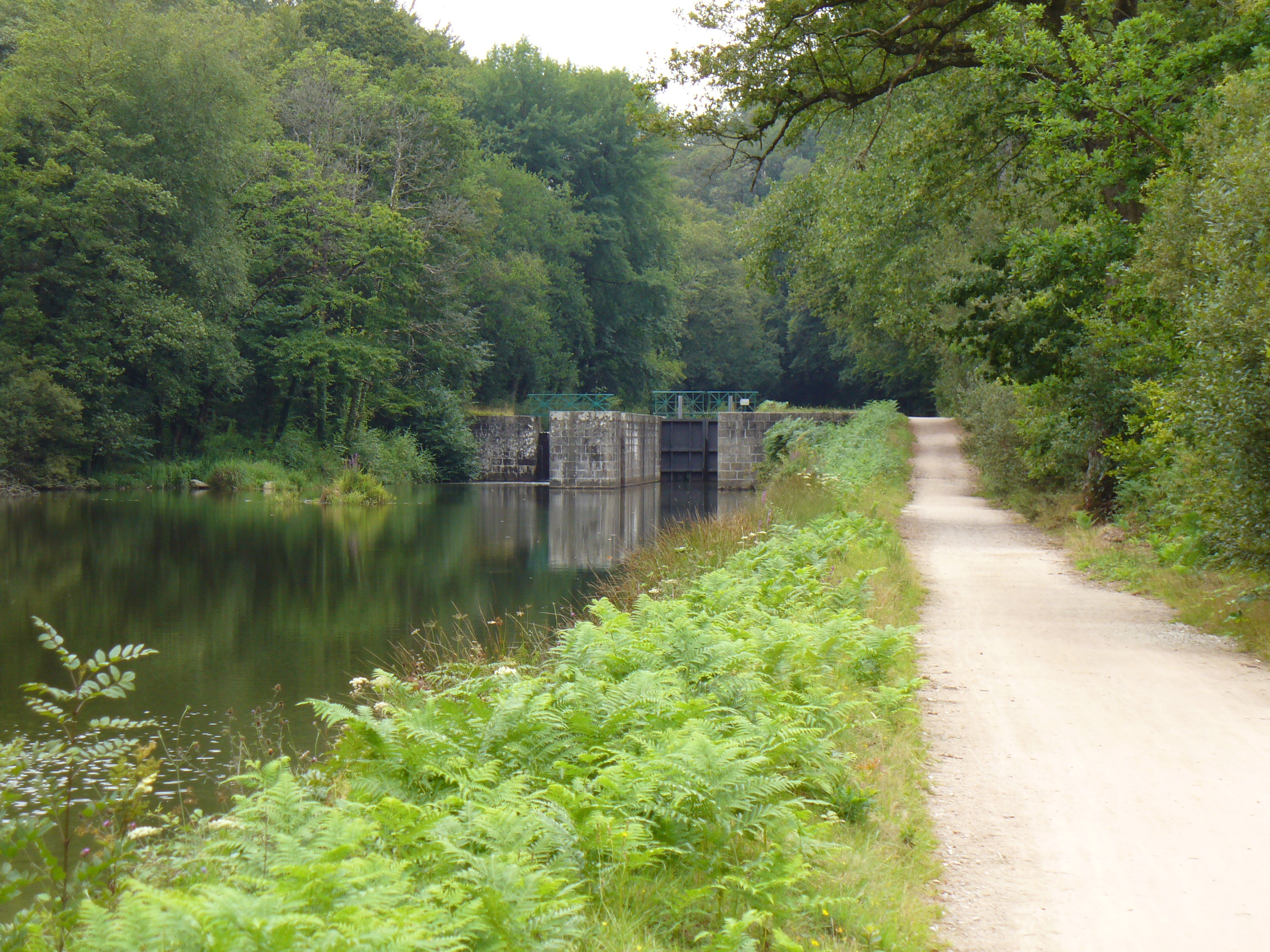
Tréhu Moron, écluse no 156 du canal.
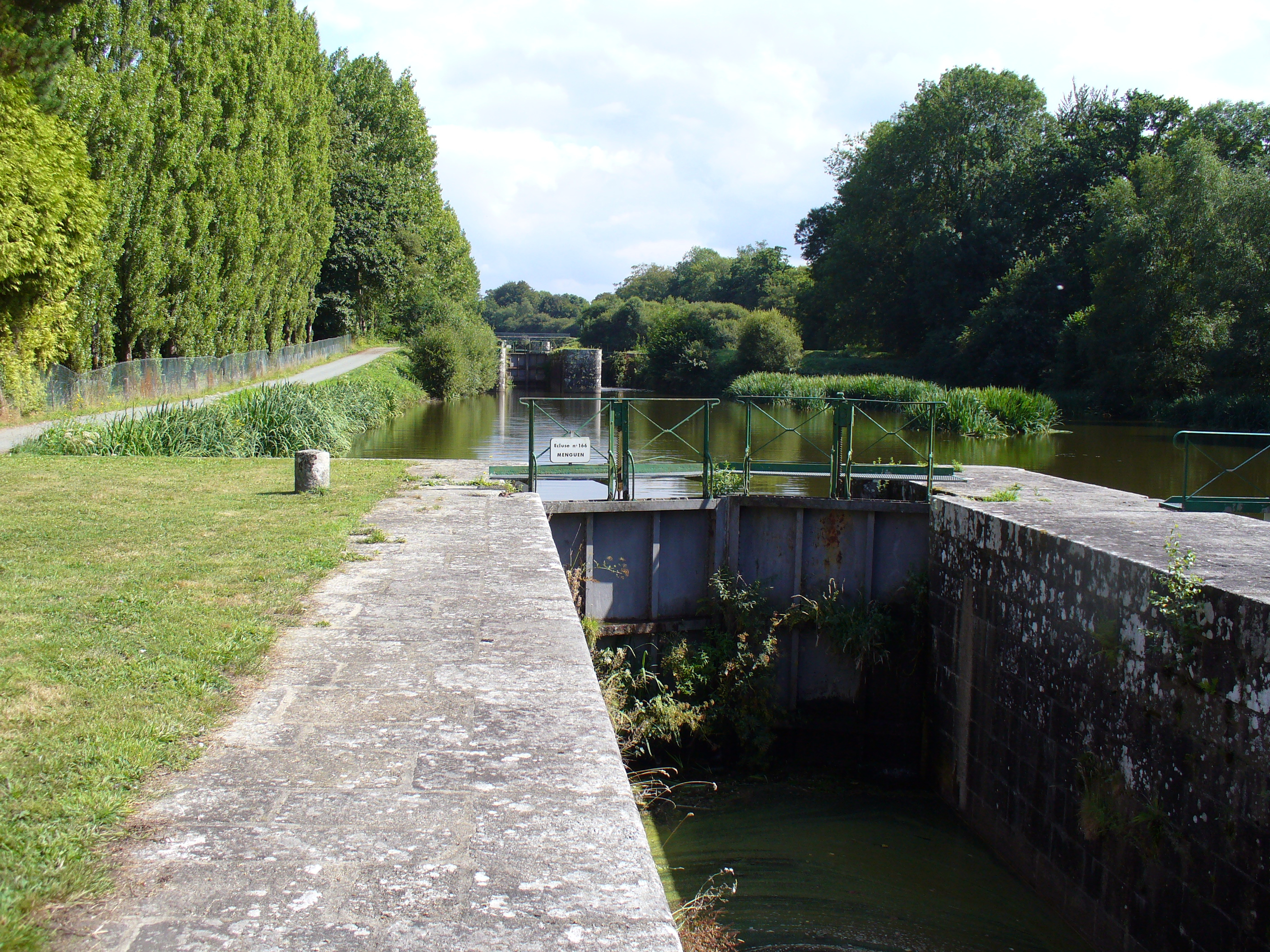
Menguen, écluse no 166 du canal.